# Lukas Pellmann

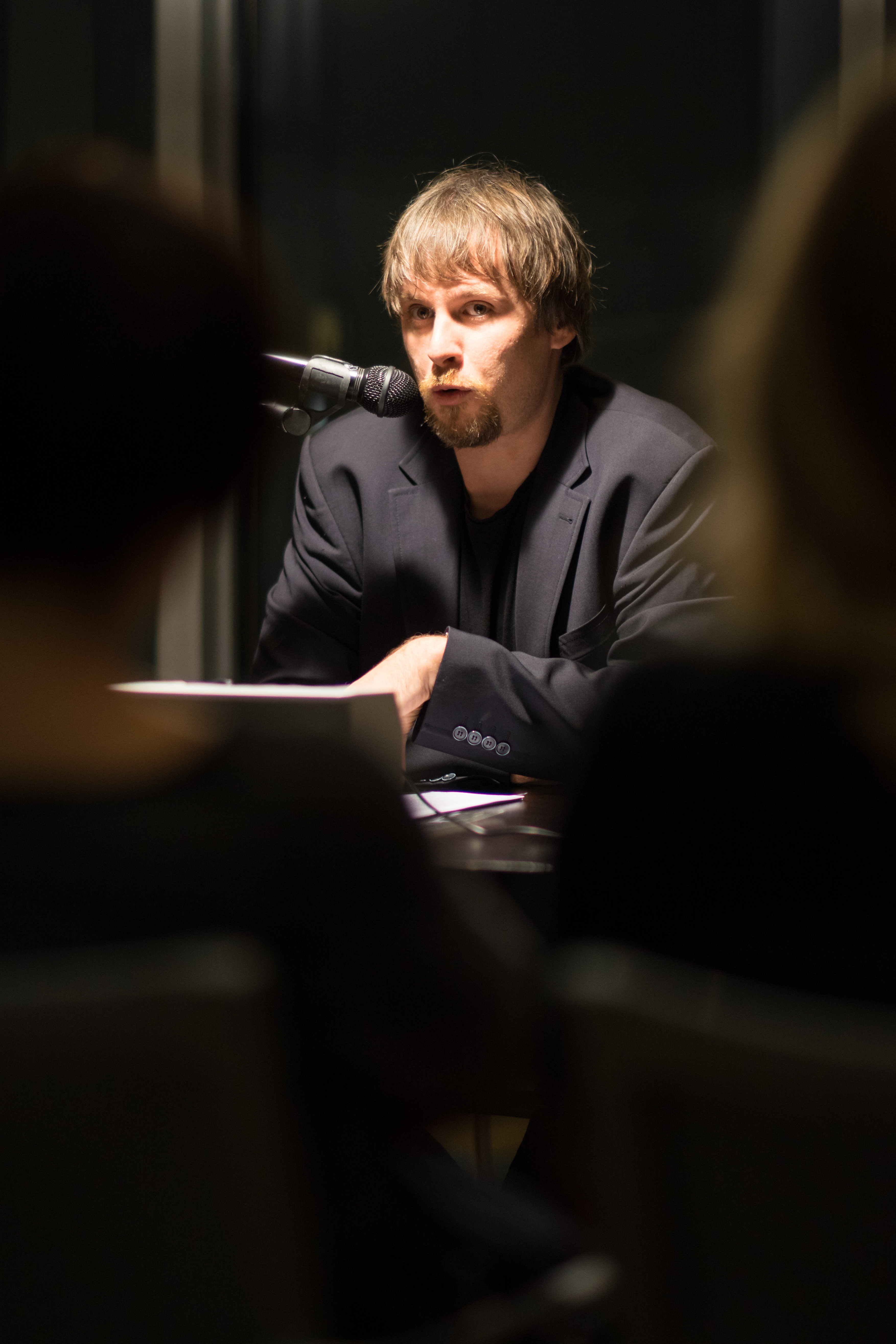
Lukas Pellmann bei einer Lesung 2017

Lukas Pellmann (* 4. Mai 1979 in Essen) ist ein deutscher Schriftsteller, der in Wien lebt. Bekannt wurde er insbesondere durch seine interaktiven Wien-Krimis mit dem Ermittler-Duo Vera Rosen und Moritz Ritter.

## Leben
Lukas Pellmann wuchs in Essen auf und lebt seit 1990 in Wien. Pellmann absolvierte das Studium der Politikwissenschaft und Geschichte an der Universität Wien und war später unter anderem als Journalist tätig. Er schrieb bislang vier Wien-Krimis, an denen sich Leser interaktiv via Social Media beteiligen konnten.

## Werk
Im Oktober 2015 veröffentlichte Pellmann mit der fünfteiligen E-Book-Serie Mord im Zweiten den ersten interaktiven Wien-Krimi mit seinem Ermittler-Duo Chefinspektorin Vera Rosen und dem aus Deutschland stammenden Kommissar Moritz Ritter, Ende 2016 erschien Mord im Zweiten nach einer erfolgreichen Crowdfundingkampagne als gedruckte Gesamtausgabe im kladde Buchverlag. 2016 folgten die E-Book-Serien Hängende Spitze und Instamord, im Herbst 2017 erschien mit Ehrenrunde der vierte Krimi mit dem Ermittler-Duo Vera Rosen und Moritz Ritter. Die gedruckte Gesamtausgabe von Instamord erschien im Oktober 2017 im Verlagsprogramm von TEXT/RAHMEN, Ehrenrunde folgt im Dezember 2017 im selben Verlag.
Pellmanns Krimis zeichnen sich unter anderem durch die interaktive Einbindung der Leser aus. Diese können während des vier- bis fünfwöchigen Live-Erscheinungszeitraums des jeweiligen Krimis via WhatsApp und E-Mail Tipps und Hinweise für die Ermittlungen einbringen, die von Pellmann im weiteren Erscheinungsverlauf inhaltlich berücksichtigt werden. Kommissar Moritz Ritter kann man via Instagram sowie auf Twitter folgen. „Durch die Einbindung der Leser bekommt der Krimi eine zusätzliche Dynamik, die ich für meinen Schreibprozess sehr spannend finde.“ Damit auch Interessierte, die die einzelnen E-Book-Teile nicht downloaden wollen, dem Geschehen folgen können, liest Pellmann am Erscheinungstag Auszüge aus dem jeweiligen E-Book-Teil in einer Location, die auch inhaltlich im Krimi vorkommt. Bei jeder Lesung tritt ein musikalischer Special-Act auf, der ebenfalls Teil der Krimihandlung ist. Dank einer Kooperation mit IGers Austria konnte bei Pellmanns drittem Krimi Instamord die gesamte Instagram-Community das Ermittler-Duo bei der Jagd nach einem Serienmörder unterstützen. „Ich schlüpfe im Erscheinungszeitraum des Krimis in die virtuelle Rolle von Moritz Ritter und nehme an zahlreichen Instawalks teil, dadurch können ihm Leserinnen und Leser zum Beispiel über seinen Instagram-Account über die Schultern schauen.“  Eigens für Instamord wurde auch ein Communityevent, ein so genannter Instawalk, durch den UNIQA-Tower am Donaukanal veranstaltet. „Unter allen existierenden Social Media-Kanälen erscheint mir Instagram zur Zeit jene zu sein, über die man in der Offline-Realität am besten spannende Kontakte schließen und interessante gemeinsame Aktivitäten setzen kann. Daher bietet es sich auch für die Vermischung von Realität und Fiktion am besten an“, betonte Pellmann in einem Interview mit futurezone.at.
Die Handlung von Mord im Zweiten konzentrierte sich fast ausschließlich auf den zweiten Wiener Gemeindebezirk, die Leopoldstadt und seine Geschichte. „Die Figur der Chefinspektorin Vera Rosen gibt von Roman zu Roman ihre dunkle Vergangenheit preis. Dabei verflechtet Pellmann die historisch bedeutende Geschichte des jüdischen Viertels mit seiner Figur und schafft so wieder einen Konnex zur Realität und seinem Grätzl.“ Die Krimi-Fortsetzungen führten das Ermittler-Duo in das gesamte Wiener Stadtgebiet, wiewohl der Schwerpunkt der Handlung auch weiterhin im zweiten Bezirk lag. Pellmann greift in seinen Krimis unter anderem auf das aktuelle gesellschaftliche Geschehen zurück, so thematisierte er in Mord im Zweiten die Diskussionen rund um die Migrationsbewegungen nach Europa sowie die Auseinandersetzungen um die konsumfreie Nutzung von öffentlichen Räumen in Wien. Gleichzeitig ist Mord im Zweiten mit dem Hauptschauplatz Karltheater eine Hommage an die ehemals vielfältige Theater- und Kinoszene der Leopoldstadt, die in der Nachkriegszeit fast vollständig zum Erliegen kam.
Im Dezember 2021 gab Lukas Pellmann in seinem Newsletter bekannt, dass im Herbst 2022 sein neuer Kriminalroman im Verlagsprogramm von Emons erscheinen wird.

## Werke
- Mord im Zweiten. Kladde Buchverlag, 2016, ISBN 978-3-945431-20-7.
- Hängende Spitze. Eigenverlag, 2016.
- Instamord. TEXT/RAHMEN, 2017, ISBN 978-3-9504343-7-8.
- Ehrenrunde. TEXT/RAHMEN, 2017, ISBN 978-3-9504343-8-5.
- Prater. TEXT/RAHMEN, 2018, ISBN 978-3-9504510-4-7.